# Thalys
Thalys era un'impresa ferroviaria fondata nel 1997 a seguito di un accordo tra le società SNCF, NMBS/SNCB e DB, che gestisce treni ad alta velocità in servizio internazionale tra Belgio, Francia, Germania e Paesi Bassi (Eurostar).
I binari venivano condivisi con i treni Eurostar, che collegavano Parigi e Bruxelles con Londra passando per Lilla e per il Tunnel della Manica, e con i treni TGV che operano sulla rete ferroviaria francese. I treni Thalys appartenevano alla famiglia dei treni TGV (train à grande vitesse) costruiti da Alstom in Francia.
Le principali città servite e collegate dai treni Thalys erano Parigi, Bruxelles, Anversa, Rotterdam, Amsterdam, Liegi, Aquisgrana e Colonia. I treni per queste destinazioni corrono in parte su binari dedicati ad alta velocità (alcune tratte sono ancora da costruire), e in parte su binari in comune con i treni a velocità ordinaria.
Parigi, attraverso la rete ferroviaria ad alta velocità, è collegata con le altre principali città francesi come Avignone e Marsiglia e con Ginevra in Svizzera, oltre che con l'aeroporto internazionale "Charles de Gaulle" presso Roissy e il parco divertimenti di Eurodisney a Marne-la-Vallée.
A seguito dell'attivazione del collegamento su rotaia tra Bruxelles e l'aeroporto Charles de Gaulle, la compagnia aerea di bandiera francese Air France ha eliminato i collegamenti aerei tra la capitale francese e quella belga, riservando a tale scopo posti sui treni Thalys.
Il tempo di percorrenza da Bruxelles (Gare du Midi / Zuidstation) a Parigi (Gare du Nord) è normalmente di 1 ora e 22 minuti, per una distanza di circa 300 km. La velocità di punta dei convogli è di 300 km/h.
Thalys è stato designato dalla IATA col codice 2H. Oltre che da Air France, i treni Thalys sono sfruttati anche dalle compagnie aeree American Airlines e Delta Air Lines. American Airlines ha un accordo di collaborazione con Thalys per i collegamenti fra l'aeroporto Charles de Gaulle e la stazione di Bruxelles Midi, mentre Northwest per quelli che uniscono l'aeroporto di Amsterdam-Schiphol con la stazione di Anversa (Antwerpen Centraal) e quella di Bruxelles Midi.
Il 21 agosto 2015 un treno Thalys, per la precisione il servizio Amsterdam-Parigi numero 9364, è stato obiettivo di un tentativo di attacco terroristico ad opera di un giovane marocchino, che tentò di sparare a bordo del mezzo con un fucile d'assalto, ma venne immobilizzato e disarmato da tre giovani passeggeri provenienti dagli Stati Uniti, due dei quali militari, che per tale gesto sono stati insigniti della Legion d'onore; da tale evento è stato tratto nel 2018 il film Ore 15:17 - Attacco al treno, diretto dal regista Clint Eastwood ed interpretato dai reali protagonisti della vicenda. A bordo del convoglio c'era anche l'attore francese Jean-Hugues Anglade, che non ha preso parte al film.
Il 30 aprile 2022 la direzione di SNCF Voyageurs, la Caisse de depot et placement du Québec (CDPQ), di SNCB e Federated Hermes Infrastructure annunciano la fusione di Eurostar e Thalys.
La prima fase di questa alleanza ha preso la forma della creazione di una holding di proprietà di SNCF Voyageurs (55,75%), CDPQ (19,31%), SNCB (18,5%) e fondi gestiti da Infrastrutture Federate Hermes (6,44%).